# Borki (gmina Kowale Oleckie)
Borki is een plaats in het Poolse woiwodschap Ermland-Mazurië, in het district Olecki. De plaats maakt deel uit van de landgemeente Kowale Oleckie.
Deze plaats is pas na 1945 ontstaan. Een Duitse naam heeft het daarom niet.